# Wittrockia
Wittrockia Lindm. é um género botânico pertencente à família Bromeliaceae, subfamília Bromelioideae. Foi nomeado em homenagem ao botânico sueco Veit Bracher Wittrock (1839-1914).
Wittrockia é um gênero com grandes folhas armadas com duros espinhos. Formam rosetas basais com um metro de diâmetro. Sua folhagem tem diversas cores, dependendo da espécie. As inflorescências crescem numa depressão existente na base, onde a planta recolhe e armazena a água da chuva.
O gênero apresenta somente sete espécies e são nativas da América Central e América do Sul. Devido a beleza de suas folhagens são cultivadas como plantas ornamentais.

## Espécies
| - Wittrockia cyathiformis (Vellozo) Leme - Wittrockia gigantea (Baker) Leme - Wittrockia paulistana Leme - Wittrockia spiralipetala Leme | - Wittrockia superba Lindman - Wittrockia smithii Reitz - Wittrockia tenuisepala (Leme) Leme |